# جايا شارما
جايا شارما (17 سبتمبر 1980 - ) (بالهندية: जया शर्मा)‏ (بالإنجليزية: Jaya Sharma)‏ هي لاعبة كريكت هندية.

## وصلات خارجية
- جايا شارما على موقع إي آس بي آن كريك إنفو (الإنجليزية)